# 29 Dywizjon Rakietowy Obrony Powietrznej
29 dywizjon rakietowy Obrony Powietrznej (29 dr OP) – samodzielny pododdział Wojsk Obrony Przeciwlotniczej.
Dywizjon stacjonował w m. Nieczajna k. Obornik, podlegał dowódcy 14 samodzielnego pułku artylerii OPK (14 spa OPK), później 79 samodzielnego pułku artylerii OPK (79 spa OPK). Dywizjon rozformowano w 1998 roku.

## Historia
29. dywizjon sformowany został na mocy rozkazu dowódcy WOPK nr 00103/Org z 26 lipca 1963 r. jako 28. dywizjon ogniowy artylerii rakietowej OPK, był jednym czterech dywizjonów ogniowych wchodzących w skład 14 spa OPK:
- 28. do w m. Trzcielin koło Stęszewa;
- 30. do w m. Trzaskowo k. Murowanej Gośliny;
- 31. do w m. Czołowo k. Kórnika.

W składzie 14 pułku (79 pułku) był również 32. dywizjon techniczny w m. Biedrusko.
Zasadniczym uzbrojeniem dywizjonu był najstarszy przeciwlotniczy zestaw rakietowy SA-75 Dwina, który dywizjon przyjął od przezbrajanych na PZR S–75M Wołchow, dywizjonów 9 Dywizji Artylerii OPK.
Swoje pierwsze strzelania bojowe dywizjon odbył na poligonie w Aszułuku (ZSRR) w 1965 r. Kolejne w latach 1969, 1974, 1978, 1988 i na poligonie w Ustce w 1995 roku.
W 1967 roku dywizjon został dozbrojony w baterie 57 mm armat przeciwlotniczych, w celu zapewnienia osłony przeciwlotniczej dywizjonu przed atakami powietrznymi z małych i bardzo małych wysokości.
W 1989 roku dywizjon przezbrojono na nowocześniejszy przeciwlotniczy zestaw rakietowy S–75M Wołochow.
W roku 1998, w ramach restrukturyzacji Sił Zbrojnych, dywizjon razem ze swoim pułkiem został rozformowany.
Obecnie teren po byłym dywizjonie jest zalesiony, został oddany regionalnemu nadleśnictwu, a pozostałą część posesji odkupiło od wojska trzech prywatnych inwestorów.

## Dowódcy dywizjonu
- kpt. Krzysztof Jankowski – 1963–1964;
- ppłk Bogdan Bogdanowicz – 1964–1981;
- mjr Zdzisław Gładecki	– 1981–1988;
- mjr Henryk Komorowski	– 1988–1988;
- mjr Zdzisław Gładecki	– 1988–1988;
- mjr Jacek Jasiński – 01.1989–06.1989;
- mjr Zygmunt Jędrzejak	– 1989–1994;
- mjr Janusz Droździk – 1994–1996;
- kpt. Zbigniew Tracz – 1996–1998.